# She's a Lady
Singles de Tom Jones
I (Who Have Nothing)
(1970) Puppet Man
(1971)
She's a Lady est une chanson écrite, composée et enregistrée pour la première fois par le chanteur canado-américain Paul Anka sur son album Paul Anka '70s, sorti en 1970. Elle est rendue célèbre par le chanteur gallois Tom Jones qui la reprend en 1971.

## Conception
Paul Anka compose les paroles de She's a Lady lors d'un vol TWA reliant Londres à New York, après avoir participé à l'enregistrement de l'émission This Is Tom Jones. Anka décrit la chanson comme « assez effrontée et arrogante » ainsi que « politiquement incorrecte ». Il ajoute :

« Je déteste She's a Lady plus que tout ce que j'ai pu écrire. Non pas que je n'ai pas un côté chauvin, mais pas de cette façon. Néanmoins, je voulais que la chanson soit aussi réaliste que possible ; or, Tom Jones est aussi arrogant et effronté qu'un mineur de charbon gallois peut l'être dans un pub un samedi soir. »

Interprétée par Tom Jones, la chanson sort en single sous le label Decca (F 13113) en janvier 1971, avec pour face B My Way. Cette version connaît un grand succès, se classant 13e des ventes au Royaume-Uni en février et 2e du Billboard Hot 100 aux États-Unis pendant une semaine en mars, derrière Me and Bobby McGee de Janis Joplin. Elle se hisse par ailleurs en tête des hit-parades au Canada, en Australie et en France.
Le titre est ensuite inclus dans l'album She's a Lady du chanteur gallois, publié en mai 1971. Également diffusé par Decca (SKL 5089), ce dernier atteint la 9e place des charts au Royaume-Uni et la 17e place aux États-Unis.
En 2013, Tom Jones et Paul Anka interprètent She's a Lady en duo sur l'album Duets de Paul Anka.

## Reprises et adaptations
Patricia Barber, Ali Campbell, Shaggy comptent parmi les artistes qui ont repris la chanson. La version du duo américain de RnB Lion Babe (en) se classe 66e en France et 90e en Suisse en 2016. Elle est adaptée en plusieurs langues dont le français en étant interprétée sous le titre J'attends l'homme par Esther Galil en 1971, puis en 1973 par Jean Nichol, sous le titre C'est ma lady.

## Classements hebdomadaires
| Classement (1971)                       | Meilleure place |
| --------------------------------------- | --------------- |
| Afrique du Sud (Springbok Radio)        | 5               |
| Allemagne (Media Control AG)            | 7               |
| Australie (Kent Music Report)           | 1               |
| Autriche (Ö3 Austria Top 40)            | 12              |
| Belgique (Flandre Ultratop 50 Singles)  | 3               |
| Belgique (Wallonie Ultratop 50 Singles) | 3               |
| Canada (RPM 100 Singles)                | 1               |
| États-Unis (Billboard Hot 100)          | 2               |
| France (IFOP)                           | 1               |
| Irlande (IRMA)                          | 13              |
| Norvège (VG-lista)                      | 6               |
| Pays-Bas (Nederlandse Top 40)           | 13              |
| Pays-Bas (Single Top 100)               | 8               |
| Royaume-Uni (UK Singles Chart)          | 13              |

| Classement (1996)                  | Meilleure place |
| ---------------------------------- | --------------- |
| Finlande (Suomen virallinen lista) | 18              |

## Certifications
| Pays              | Certification | Date       | Unités certifiées |
| ----------------- | ------------- | ---------- | ----------------- |
| États-Unis (RIAA) | Or            | 25/03/1971 | 1 000 000         |
| Royaume-Uni (BPI) | Argent        | 13/09/2024 | 200 000           |